# スコルピオネン (モニター)

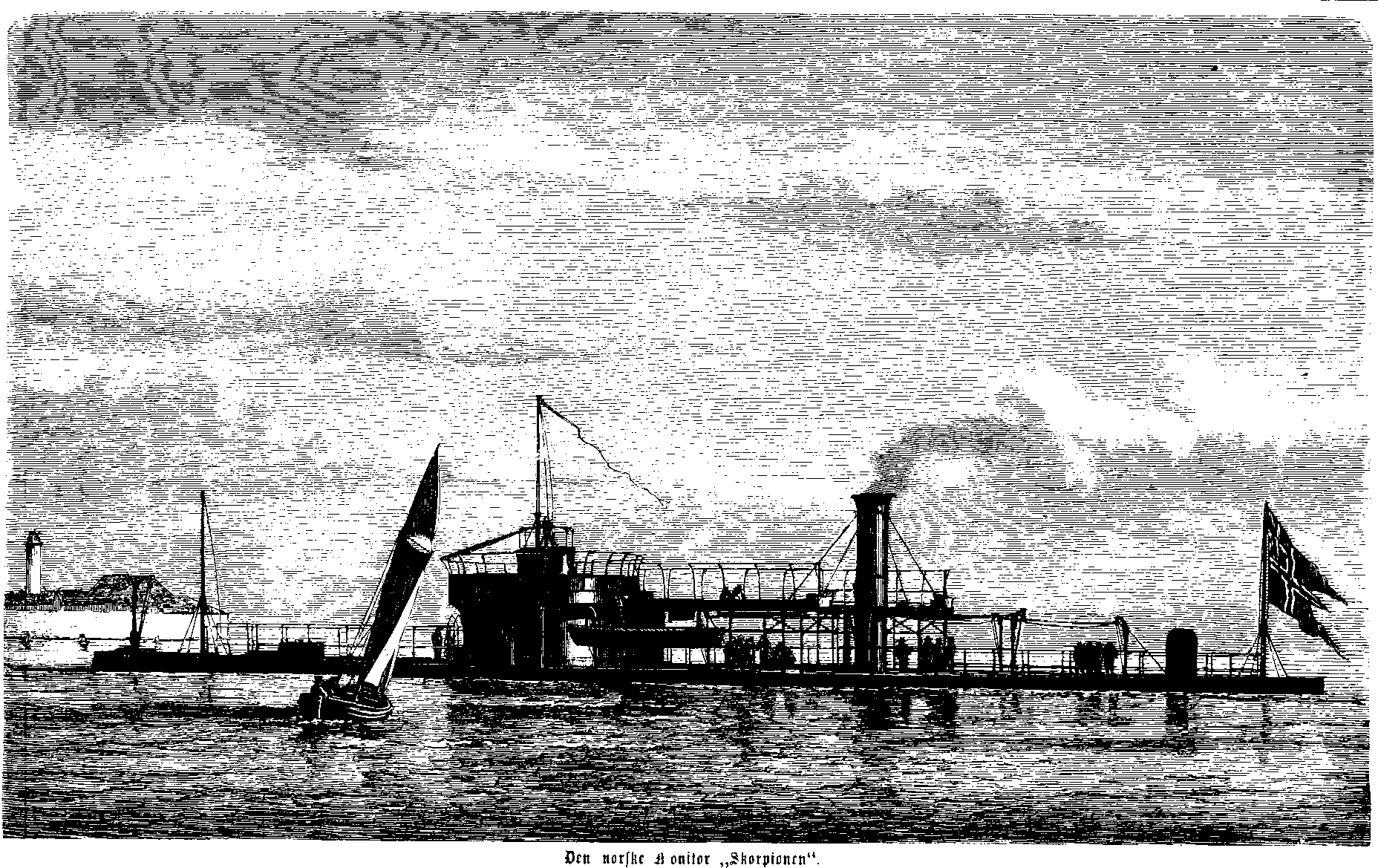
「スコルピオネン」

スコルピオネン (Skorpionen) はノルウェー海軍のモニター。スウェーデン海軍のジョン・エリクソン級とほぼ同じ艦である。
ホルテン海軍工廠で1865年に起工。1866年10月30日進水。1867年竣工。
常備排水量1425トン、全長60.96m、最大幅13.87m、満載吃水3.5m。または、長さ60.8m、幅13.8m。
主砲はアームストロング12.5口径10.5インチ前装施条砲2門で、連装砲塔に搭載した。
機関は振動レバー蒸気機関1基、煙菅缶4基。出力330（350）指示馬力で、速力6ないし7ノット。
装甲厚は舷側装甲帯125mm、甲板25mm、砲塔305mm、または装甲帯124mm、甲板25mm、砲塔307mm。
1867年7月、「スコルピオネン」、フリゲート「Vanadis」、「Thor」とスウェーデンのモニター「ジョン・エリクソン」、「トルデン」、「ティルフィン」はヘルシングフォシュとクロンシュタットへ向かった。クロンシュタットには8月3日に着き、8月17日に同地を離れた。
1897年に上構の設置や、10.5インチ砲の12cm速射砲への換装、ホチキス50口径65mm砲2門とホチキス40口径37mm砲2門の追加が行われた。
1908年に除籍され、解体された。